# César Ichikawa
César Ichikawa (Lima, 11 de agosto de 1947) es un músico y cantante peruano. Vocalista principal de Los Doltons, banda de rock and roll peruana de la década de los 60.

## Biografía
Nació en Lima en 1947 y es el último de los hijos de Yoshimura y Toshiko Ichikawa, inmigrantes procedentes de Yamanashi, Japón. A los 4 años viajó a Huancayo donde pasó su niñez y parte de su adolescencia; para culminar sus estudios secundarios retornó a Lima. En 1964 ingresó a la Facultad de Economía de la Universidad Nacional Mayor de San Marcos y a la vez formó parte del coro de la universidad. Tuvo como compañero de estudios a Javier Román, quien luego lo invitaría formar parte de Los Doltons, banda con la que alcanzaría la fama y popularidad a nivel nacional. En 1969 viajó a Estados Unidos, donde permaneció ocho meses. Posteriormente viajó a Japón. Volvió a finales de 1972 con la idea de cerrar para siempre el capítulo del canto, grabando el disco El Retorno de Los Doltons.

## Carrera con Los Doltons
En 1965, cuando Gerardo Manuel quien en ese entonces era vocalista de la banda decide pasar a ser vocalista de Los Shain's, Javier Román (compañero de la universidad) lo invita a ser el vocalista de la banda. En 1967 la revista Billboard, los calificó como la Mejor Agrupación Latina de ese año. En 1969 deja la banda para ejercer sus estudios de Comercio exterior. En 1972 retorna al Perú y hace una última grabación con Los Doltons, la cual se tituló El Retorno de Los Doltons. 
Junto con la banda, escribe los temas: Good Morning, Mr. Sunshine, Felicidad y Los Viejos Campos de Batalla; todos estos incluidos en el álbum El Retorno de Los Doltons. 

## Etapa solista
En 1999 realizó una presentación con toda la alineación original de Los Doltons en el Teatro Peruano Japonés. Luego de esa presentación se inició para Ichikawa una nueva etapa como solista, en la que lo acompaña una banda dirigida y conformada por su antiguo compañero de los Doltons Roberto "Tito" Andía y por el conocido cantante nuevaolero Yoshi Hirose. Durante toda la primera década de este siglo han tenido múltiples presentaciones siempre interpretando temas que Los Doltons popularizaron en los años 60s.